# Кутли
Кутли — село в Пичаевском районе Тамбовской области России. 
Входит в Вяжлинский сельсовет.

## География
Расположено на реке Вязка, в 14 км к северо-западу от райцентра, села Пичаево, и в 81 км к северо-востоку от Тамбова.

## Население
| 2002 | 2010 |
| ---- | ---- |
| 183  | ↘107 |

Согласно результатам переписи 2002 года, в национальной структуре населения русские составляли 99 % от жителей.